# Eupithecia decorata
Eupithecia decorata là một loài bướm đêm trong họ Geometridae.